# Подзахоронение
Подзахоронение — тип погребения умершего, когда захоронение производится в непосредственной близости с уже существующей могилой или в ту же могилу.

## История
Подзахоронения встречаются с древних времен. Использование практики подзахоронения обнаружено при исследовании некрополя Гаудо — палеолитического некрополя в археологической области Пестум. В шахтовых гробницах Месопотамии (27 в. до н. э.), Микенской Греции (около 17 в. до н. э.) и Мексики (4 в. н. э.) нередко встречаются специальные дополнительные камеры по бокам от основного захоронения, отведенные для дальнейших подзахоронений.
Также подзахоронением для погребения своих умерших пользовались представители культуры шаровидных амфор, которые проводили захоронения в уже существующие мегалитические гробницы предшествующей культуры воронковидных кубков.
Ряд культур оставил родовые могильники, которые создавались путём подзахоронения представителей младших поколений в могилы старших представителей рода.

## Современность
В современности подзахоронение, как правило, осуществляется вблизи могилы родственника (согласно санитарным правилам на расстоянии не менее 1 метра) или по истечении срока минерализации поверх предыдущего захоронения в ту же могилу. Данная практика чаще всего используется на старых кладбищах, где запрещены новые захоронения или отсутствуют свободные места. Кроме того, подзахоронение может осуществляться в братские могилы, а также к мемориалам и памятникам, если умерший имеет отношение к событиям, которым они посвящены.
Хотя в большинстве случаев для подзахоронения требуется подтверждение родства, часто встречаются случаи, когда из-за нехватки мест на кладбище, подзахоронения осуществляются к неродственным могилам — в нарушение законодательства, что в дальнейшем приводит к требованию перезахоронить незаконно похороненного.